# IC 1060
IC 1060 је спирална галаксија у сазвјежђу Вага која се налази на листи објеката дубоког неба у Индекс каталогу.
Деклинација објекта је - 7° 13' 55" а ректасцензија 14h 51m 47,3s. Привидна величина (магнитуда) објекта IC 1060 износи 13,4 а фотографска магнитуда 14,3. IC 1060 је још познат и под ознакама MCG -1-38-4, NPM1G -07.0452, IRAS 14491-0701, PGC 53075.